# Lutgardo Bolaños Gómez
Lutgardo Bolaños Gómez es un abogado y político costarricense. A partir de febrero de 2011 funge como alcalde del cantón de Quepos, en la provincia de Puntarenas. 
El 21 de diciembre de 2011 fue arrestado junto con su chofer bajo cargos de desvío de fondos públicos con el fin de producir pornografía infantil. También se le acusa de trata de personas, peculado y enriquecimiento ilícito. Previo a ocupar el cargo de alcalde municipal, Bolaños fue asesor legal del cantón. Las autoridades costarricenses sospechan que Bolaños utilizó recursos públicos para financiar sus actividades delictivas.
Tras haber sido dejado en libertad, Bolaños fue capturado el 12 de enero de 2012 bajo nuevos cargos de esclavitud sexual. Se sospecha que actuó en complicidad con varios menores de edad. Al día siguiente fue dejado en libertad durante el curso de la investigación.